# Pohár Jaroslava Pouzara

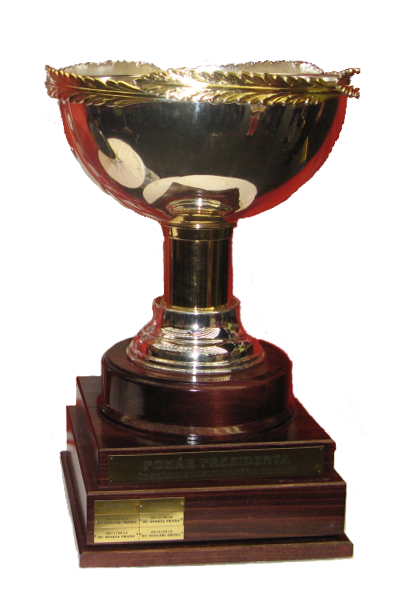
Pohár prezidenta Českého svazu ledního hokeje (2010-2022)

Pohár Jaroslava Pouzara (mezi roky 2010 až 2022 označován Pohár prezidenta Českého svazu ledního hokeje či zkráceně Prezidentský pohár) je klubové ocenění, které získává nejlepší celek základní části Extraligy ledního hokeje, nejvyšší soutěže v ledním hokeji, jež je na území České republiky pořádána. Prvně byl pohár udělován od sezóny 2009/10 pod názvem Prezidentský pohár. Od ročníku 2022/23 došlo ke změně podoby trofeje i k jejímu přejmenování po Jaroslavu Pouzarovi, prvním prezidentovi Asociace profesionálních klubů ledního hokeje (APK LH).

## Seznam všech vítězů základní části české extraligy ledního hokeje
Mezi ročníky 1993 až 2000 se hrálo bez prodloužení, za nerozhodného stavu zápas skončil remízou. Změna pravidel nastala v ročníku 2000/01, zápas, který skončil nerozhodně, pokračoval dále do prodloužení, po skončení prodloužení skončilo utkání remízou. Poslední změna přišla od ročníku 2006/07, kdy se zrušilo v tabulce remízy a zápas musel být rozhodnut v základní hrací době, v prodloužení nebo v samostatných nájezdech.
| Ročník  | Vítěz                          | Z  | V  | Vp | R  | Pp | P  | VG  | OG  | B   |
| ------- | ------------------------------ | -- | -- | -- | -- | -- | -- | --- | --- | --- |
| 1993/94 | HC Kladno                      | 44 | 24 | –  | 8  | –  | 12 | 182 | 151 | 56  |
| 1994/95 | HC Dadák Vsetín                | 44 | 23 | –  | 8  | –  | 13 | 141 | 107 | 54  |
| 1995/96 | HC Sparta Praha                | 40 | 27 | –  | 3  | –  | 10 | 152 | 108 | 57  |
| 1996/97 | HC Petra Vsetín                | 52 | 34 | –  | 7  | –  | 11 | 198 | 120 | 75  |
| 1997/98 | HC Petra Vsetín                | 52 | 33 | –  | 6  | –  | 13 | 181 | 116 | 72  |
| 1998/99 | HC Slovnaft Vsetín             | 52 | 33 | –  | 12 | –  | 7  | 184 | 92  | 78  |
| 1999/00 | HC Sparta Praha                | 52 | 34 | –  | 8  | –  | 10 | 193 | 112 | 76  |
| 2000/01 | HC Slovnaft Vsetín             | 52 | 30 | 2  | 4  | 1  | 15 | 149 | 115 | 99  |
| 2001/02 | HC Sparta Praha                | 52 | 28 | 4  | 8  | 3  | 9  | 196 | 132 | 103 |
| 2002/03 | HC IPB Pojišťovna Pardubice    | 52 | 33 | 4  | 2  | 2  | 11 | 170 | 112 | 111 |
| 2003/04 | HC Moeller Pardubice           | 52 | 32 | 0  | 7  | 5  | 8  | 176 | 107 | 108 |
| 2004/05 | HC Hamé Zlín                   | 52 | 31 | 2  | 4  | 3  | 12 | 145 | 102 | 104 |
| 2005/06 | Bílí Tygři Liberec             | 52 | 32 | 1  | 5  | 3  | 11 | 152 | 94  | 106 |
| 2006/07 | Bílí Tygři Liberec             | 52 | 28 | 6  | –  | 4  | 14 | 161 | 112 | 100 |
| 2007/08 | HC Mountfield České Budějovice | 52 | 30 | 5  | –  | 6  | 11 | 166 | 111 | 106 |
| 2008/09 | HC Slavia Praha                | 52 | 23 | 9  | –  | 6  | 14 | 176 | 150 | 93  |
| 2009/10 | HC Plzeň 1929                  | 52 | 29 | 6  | –  | 7  | 10 | 162 | 128 | 106 |
| 2010/11 | HC Oceláři Třinec              | 52 | 26 | 5  | –  | 8  | 13 | 178 | 136 | 96  |
| 2011/12 | HC Sparta Praha                | 52 | 27 | 8  | –  | 10 | 7  | 163 | 109 | 107 |
| 2012/13 | PSG Zlín                       | 52 | 25 | 7  | –  | 5  | 15 | 158 | 137 | 94  |
| 2013/14 | HC Sparta Praha                | 52 | 34 | 1  | –  | 6  | 11 | 208 | 100 | 110 |
| 2014/15 | HC Oceláři Třinec              | 52 | 32 | 4  | –  | 3  | 13 | 183 | 117 | 107 |
| 2015/16 | Bílí Tygři Liberec             | 52 | 33 | 8  | –  | 3  | 8  | 181 | 112 | 118 |
| 2016/17 | Bílí Tygři Liberec             | 52 | 31 | 2  | –  | 6  | 13 | 136 | 102 | 103 |
| 2017/18 | HC Škoda Plzeň                 | 52 | 28 | 7  | –  | 9  | 8  | 172 | 123 | 107 |
| 2018/19 | Bílí Tygři Liberec             | 52 | 30 | 3  | –  | 5  | 14 | 170 | 125 | 101 |
| 2019/20 | Bílí Tygři Liberec             | 52 | 30 | 5  | –  | 2  | 15 | 179 | 131 | 102 |
| 2020/21 | HC Sparta Praha                | 52 | 32 | 3  | –  | 6  | 11 | 194 | 116 | 108 |
| 2021/22 | Mountfield HK                  | 56 | 31 | 9  | –  | 5  | 11 | 182 | 115 | 116 |
| 2022/23 | HC Dynamo Pardubice            | 52 | 29 | 8  | –  | 5  | 10 | 159 | 110 | 108 |
| 2023/24 | HC Dynamo Pardubice            | 52 | 33 | 8  | –  | 6  | 5  | 203 | 115 | 121 |
| 2024/25 | HC Sparta Praha                | 52 | 29 | 7  | –  | 3  | 13 | 177 | 110 | 104 |

## Přehled vítězů základní části v české nejvyšší soutěži
Zdroj:
| Klub             | Počet | Vítězné ročníky                                               | Odkaz |
| ---------------- | ----- | ------------------------------------------------------------- | ----- |
| Sparta Praha     | 7     | 1995/96, 1999/00, 2001/02, 2011/12, 2013/14, 2020/21, 2024/25 |       |
| Liberec          | 6     | 2005/06, 2006/07, 2015/16, 2016/17, 2018/19, 2019/20          |       |
| Vsetín           | 5     | 1994/95, 1996/97, 1997/98, 1998/99, 2000/01                   |       |
| Pardubice        | 4     | 2002/03, 2003/04, 2022/23, 2023/24                            |       |
| Zlín             | 2     | 2004/05, 2012/13                                              |       |
| Třinec           | 2     | 2010/11, 2014/15                                              |       |
| Plzeň            | 2     | 2009/10, 2017/18                                              |       |
| České Budějovice | 1     | 2007/08                                                       |       |
| Slavia Praha     | 1     | 2008/09                                                       |       |
| Hradec Králové   | 1     | 2021/22                                                       |       |
| Kladno           | 1     | 1993/94                                                       |       |